# Aeroportul Cauquira
Aeroportul Cauquira (IATA: CDD, ICAO: MHCU) este un aeroport din Gracias a Dios, Honduras.
Situat la o altitudine de 6 m, aeroportul dispune de o singură pistă.